# Acanthurus reversus
Acanthurus reversus (Randall e Earle, 1999) è un pesce osseo marino appartenente alla famiglia Acanthuridae.

## Distribuzione e habitat
A. reversus è endemico delle isole Marchesi. Esiste una singola segnalazione, ritenuta accidentale, per l'atollo di Takaroa nelle isole Tuamotu.
Vive nelle barriere coralline in ambienti costieri e in acque poco profonde.
Viene riportata una distribuzione batimetrica tra 4 e 15 metri di profondità.

## Descrizione
Questa specie, come gli altri Acanthurus, ha corpo ovale, compresso lateralmente. La bocca è piccola, posta su un muso sporgente; sul peduncolo caudale è presente una spina mobile molto tagliente. La pinna dorsale è unica e piuttosto lunga, di altezza uniforme. La pinna anale è simile ma più corta. La pinna caudale è lunata. Le scaglie sono molto piccole. La livrea è marrone, la metà posteriore del corpo spesso pallida; le due colorazioni sono a volte suddivise da una linea netta. Dietro l'occhio vi è una macchia allungata arancione simile a quella di Acanthurus tennentii, questa macchia ha un bordo blu scuro che raggiunge la punta delle pinne pettorali. La pinna dorsale e la pinna anale hanno base arancio non sempre ben visibile; la parte posteriore della dorsale ha tre linee scure orizzontali mentre l'anale ha un bordo blu sottile. La pinna caudale è chiara con toni giallastri con bordo posteriore e lobi neri. La parte posteriore delle pinne pettorali è bianca. I giovanili sono giallo vivo con bordi blu alle pinne dorsale e anale.
La taglia massima nota è di 34 cm.

## Biologia

### Comportamento
Fa vita solitaria o si riunisce in gruppi poco numerosi.

### Alimentazione
Basata su alghe bentoniche filamentose.

## Pesca
Viene pescato solo occasionalmente.

## Conservazione
È comune o abbondante in tutto l'areale e le popolazioni sono stabili. Non è oggetto specifico di pesca e le catture sono sporadiche. Per questi motivi la lista rossa IUCN lo classifica come "a rischio minimo".